# Margouët-Meymes
 Margouët-Meymes  (en occitano Margoèt e Mèimers) es una población y comuna francesa, ubicada en la región de Mediodía-Pirineos, departamento de Gers, en el distrito de Mirande y cantón de Aignan.

## Demografía
| 302 | 302 | 231 | 207 | 185 | 173 |
| Para los censos de 1962 a 1999 la población legal corresponde a la población sin duplicidades (Fuente: INSEE [Consultar]) |     |     |     |     |     |